# Henry Barschall
Henry Herman „Heinz“ Barschall (* als Heinrich Hermann Barschall 29. April 1915 in Berlin; † 4. Februar 1997 in Madison, Wisconsin) war ein US-amerikanischer Experimentalphysiker deutscher Abstammung, der sich mit Kernphysik beschäftigte.
Barschall war der Sohn eines Patentanwalts, war protestantisch getauft, wie sein Vater, hatte aber jüdische Großeltern. 1934 begann Barschall sein Studium dennoch in Berlin, konnte dort aber 1936 keinen Betreuer für eine Abschlussarbeit, d. h. Promotion, mehr finden.  Auf Anraten von Max Planck ging er nach Marburg zu Grüneisen, der ihn am dortigen Physikinstitut ohne Umschweife aufnahm und eine Abschlussarbeit übertrug. Dennoch entschloss er sich 1937 in die USA auszuwandern. 1940 promovierte er bei Rudolf Ladenburg an der Princeton University über die Wechselwirkung schneller Neutronen mit Helium. Kurz nachdem Niels Bohr in Vorträgen in den USA von der Entdeckung der Kernspaltung berichtet hatte, führte er entsprechende Experimente in den USA aus (wie viele andere Gruppen auch). In einer Arbeit in Physical Review (Bd. 58, 1940, S. 682) mit John Archibald Wheeler berichtete er über die Entdeckung von Spin-Bahn-Kopplung bei der Neutronenstreuung an Heliumkernen. 1940 war er Instructor in Princeton und 1941 bis 1943 an der University of Kansas. Im Zweiten Weltkrieg arbeitete er von 1943 bis 1946 am Manhattan Project. Ab 1946 war er an der University of Wisconsin–Madison tätig, wo er Professor für Physik wurde. Er bestimmte dort unter anderem Wirkungsquerschnitte für schnelle Neutronen.
Nachdem sein Labor 1970 bei einem terroristischen Anschlag zerstört wurde, wobei es auch einen Toten und mehrere Verletzte gab (darunter einen seiner Studenten), wandte er sich der Anwendung von Neutronen in der Materialforschung und in der Medizin zu (und war danach in der Fakultät für Medizinische Physik und Kerntechnik), insbesondere in der Krebstherapie. Vorübergehend arbeitete er 1971 bis 1973 am Lawrence Livermore National Laboratory. 1986 ging er an der University of Wisconsin in den Ruhestand.
Er war seit 1972 Mitglied der National Academy of Sciences, deren Physik-Abteilung er 1980 bis 1983 vorstand. 1983 bis 1988 war er im Leitungsrat des American Institute of Physics und 1983 bis 1986 im Rat der American Physical Society. 1987 wurde er Mitglied der American Academy of Arts and Sciences.
Ein Aufsatz von Barschall in Physics Today (Juli 1988) über die (hohen) Kosten von Physik-Zeitschriften aus kommerziellen Verlagen führte zu einer Klage des negativ dabei erwähnten Verlags Gordon and Breach, aus dem Barschall aber schließlich als Sieger hervorging.
1972 bis 1987 war er Herausgeber von Physical Review C. 1965 erhielt er den ersten Tom-W.-Bonner-Preis für Kernphysik.
Er hatte 41 Doktoranden, darunter Robert K. Adair.

## Schriften
- Barschall Reminiscences, Physics in Perspective, Bd. 1, 1999, S. 390–444

## Verweise
1. ↑  Henry H. Barschall papers - Collections Search - United States Holocaust Memorial Museum. In: collections.ushmm.org. Abgerufen am 29. November 2016.
2. 1 2  Barschall, H.H.,  Reminiscences, Physics in Perspective, Bd. 1, 1999, S. 390–444, doi:10.1007/s000160050030.
3. ↑  Der Anschlag zerstörte die Sterling Hall und war in Zeiten der Proteste gegen den Vietnamkrieg gegen das dort befindliche US Army Math Research Center gerichtet

| Personendaten    | Personendaten              |
| ---------------- | -------------------------- |
| NAME             | Barschall, Henry           |
| ALTERNATIVNAMEN  | Barschall, Heinz           |
| KURZBESCHREIBUNG | US-amerikanischer Physiker |
| GEBURTSDATUM     | 29. April 1915             |
| GEBURTSORT       | Berlin                     |
| STERBEDATUM      | 4. Februar 1997            |
| STERBEORT        | Madison (Wisconsin)        |